# Grande Loge d'Espagne
La Grande Loge d'Espagne (GLE) (Gran Logia de España)  est la principale obédience maçonnique espagnole. Elle fut fondée en 1982 par des membres de la Grande Loge nationale française. Respectant les landmarks, l'obédience est reconnue par la Grande Loge unie d’Angleterre comme « régulière » depuis 1987, ce qui en fait la représentante espagnole de la maçonnerie anglo-saxonne. 

## Histoire

### La maçonnerie «régulière» en Espagne

Sceau de la Grande Loge nationale française, avec laquelle est fondée la Grande Loge d'Espagne.

En 1981, la Grande Loge d'Espagne est fondée grâce à l'aide de membres de la Grande Loge nationale française. Jusqu'alors, la maçonnerie symbolique espagnol, qui ne pratique que les trois premiers degrés (apprenti, compagnon et maître), n'a généralement pas été liée au courant de maçonnerie régulière. Ce n'est donc que depuis la fondation de la Grande Loge d'Espagne que l'État espagnol présente une obédience attachée aux « landmarks ».
Cependant, à deux reprises des loges régulières espagnoles ont, sous l'impulsion d'étrangers, vu le jour. En 1728, aux premiers jours de la maçonnerie spéculative, le duc de Wharton, grand maître de la Grande Loge d'Angleterre, crée à Madrid la loge « Las Tres Flores de Lis » ou « Matritense ». Celle-ci est donc inscrite au numéro 50 du registre de la Grande Loge d'Angleterre. La loge formée est alors réservée aux citoyens britanniques résidant en Espagne.
La seconde loge est liée au Grand Orient Lusitanien uni, une obédience portugaise. En 1868, à la suite de la légalisation de la maçonnerie en Espagne, le Grand Orient Lusitanien devient commanditaire d'une cinquantaine de loges espagnoles. Dans les années 1870, le Grand Orient Lusitanien Uni a obtenu et maintenu durant quelques années la reconnaissance de la Grande Loge Unie d'Angleterre. Par conséquent, c'était la seule obédience « régulière » de la péninsule Ibérique. En 1877, le Grand Orient de France, dans la volonté d'éliminer la nécessité de croire en Dieu pour ses membres, rompt toutes les relations avec les loges espagnoles pratiquant les « landmarks ». 
En 1937, un texte de loi est voté, stipulant la sévère interdiction de la franc-maçonnerie sur le territoire espagnol. Cela a, entre autres, pour conséquence que le Grand Orient espagnol, qui est depuis sa fondation en 1889 la plus importante obédience du pays, est écarté du courant de la maçonnerie régulière. C'est pourquoi, il rétablit peu à peu des relations avec le Grand Orient de France. 

### La fondation de la Grande Loge d'Espagne
Le 17 juin 1982, Luis Salat, figure notoire de la maçonnerie espagnole, sollicite le grand maître de la Grande Loge nationale française, Jean Mons, pour la consécration de la nouvelle obédience. Ainsi, le 2 juillet 1982, la Grande Loge d'Espagne est fondée par le décret nº 656 de la GLNF. Elle est alors prise en charge par les dirigeants, nommés « vénérables maîtres », des dix loges qui appartenaient à la GLNF. Les dix loges demandent également à la Grande Loge nationale française de nommer Luis Salat comme premier grand maître de la Grande Loge d'Espagne. Jean Mons transfère alors les dix loges espagnoles sous la juridiction de la nouvelle obédience espagnole. Celle-ci, est finalement officialisée le 6 novembre 1982 à Madrid par l'acte de « cermonia » réalisé par Jean Mons. Quelques mois plus tard, le 19 mars 1983 a lieu la première grande tenue de l'obédience.
Le 16 septembre 1987, la Grande Loge d'Espagne est reconnue par la Grande Loge unie d'Angleterre ce qui en fait la représentante en Espagne du courant de la maçonnerie anglo-saxonne.
En 2001, démuni de structures administratives, le Grand Orient espagnol est dissout dans la Grand Loge d'Espagne.

## Fonctionnement
La Grande Loge d'Espagne, dans le sens où elle respecte les « landmarks » énoncés par la Grande Loge unie d'Angleterre, s'inscrit dans le courant de la maçonnerie dite « régulière ». Ainsi, la croyance en Dieu ou en un Être suprême et la présence de la Bible en loge sont obligatoires. Tandis que les discussions politiques ou religieuses sont interdites. Elle se refuse également à reconnaître les femmes comme franc-maçonnes.

### Rites pratiqués

Sceau du Suprême Conseil d'Espagne, juridiction des hauts grades maçonniques, dont fait partie la Grande Loge d'Espagne.

La Grande Loge d'Espagne travaille majoritairement au Rite écossais ancien et accepté et au Rite émulation. De manière minoritaire sont aussi pratiqués :
- le Rite écossais rectifié
- le Rite Schroeder
- le Rite français

### Pratique des «hauts grades maçonniques»
Pour la pratique des hauts grades, le GLE est en relations avec le Suprême conseil du 33e grade pour le REAA et avec des chapitres de l'Arche royale. Le Suprême conseil d'Espagne est membre de la Confédération des Suprêmes conseils d'Europe depuis le 3 décembre 2012. Cette dernière réunit l'ensemble des Suprêmes conseils du continent européen afin de structurer ces juridictions de hauts grades.

### Grands maîtres de l'obédience
Depuis sa fondation en 1981, la Grande Loge d'Espagne a été dirigée par les grands maîtres suivants :
- 1982 - 1994 : Luis Salat i Gusils:
- 1994 - 2002 : Tomás Sarobe Piñeiro
- 2002 - 2006 : Josep Corominas i Busqueta (sous le PSOE, le Parti Socialiste Ouvrier Espagnol)
- 2006 - 2010 : José Carretero Domenech
- Depuis 2010 : Oscar de Alfonso Ortega

## Représentation

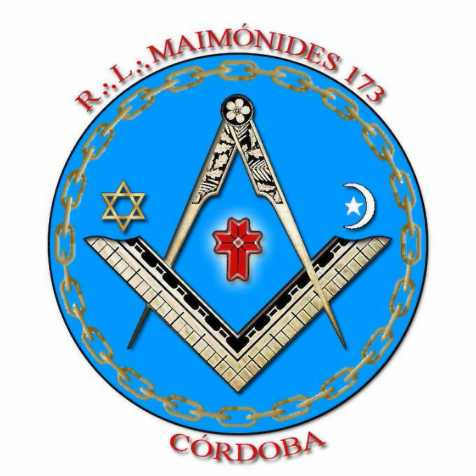
Sceau de la loge maçonnique Maimonides, située à Cordoue

En janvier 2015, la Grande Loge d'Espagne indique se composer de 179 loges, situées principalement à Madrid et à Barcelone. Celles-ci pratiquent pour la plupart l'espagnol mais aussi l'anglais et le catalan.